# Cerignola
Cerignola (AFI: [tʃeriɲˈɲɔːla],  [tʃərəɲˈɲɔulə] in dialetto cerignolano) è un comune italiano di 56 879 abitanti della provincia di Foggia in Puglia, situato presso la valle dell'Ofanto sulle ondulazioni che delimitano a sud il Tavoliere. È il comune più esteso della regione Puglia e di tutta l'Italia meridionale, terzo in Italia, preceduto solo da Roma e Ravenna.
La storia della città risulta essere incerta, anche a causa del terremoto del 1731 che distrusse la quasi totalità del borgo medievale (più noto con l'appellativo di Terra Vecchia); il rinvenimento, nel territorio cittadino, di iscrizioni e reperti archeologici, comproverebbe che lo sviluppo della città ebbe inizio con la dominazione romana.
Il primo documento che menziona la città è il "Codice diplomatico barese", datato 1150, in cui si cita una "domum Malgerii Cidoniole".
Nel 1503 qui si combatté la battaglia tra francesi e spagnoli per il possesso del Regno di Napoli; dallo scontro uscirono vincitori gli iberici guidati da Consalvo da Cordova, che ebbe la meglio sul rivale Louis d'Armagnac, duca di Nemours.
Da ricordare le lotte contadine guidate da Giuseppe Di Vittorio, che consentirono il riconoscimento di maggiori diritti ai lavoratori della terra e il famoso 50% ai mezzadri, nonché una forte affermazione del ruolo sindacale in Italia.
Cerignola è sede vescovile della diocesi di Cerignola-Ascoli Satriano.

## Geografia fisica

### Territorio
La città è situata nei pressi della bassa valle dell'Ofanto, un lembo di terra che costeggia i lati dell'omonimo fiume, sulle alture che delimitano il margine meridionale del Tavoliere delle Puglie, a dorso dei bacini dei fiumi Ofanto e Carapelle e tra le campagne di un territorio tra i più vasti e fertili della Puglia.
La città è posta a 15°54' gradi est di longitudine ed a 41°16' gradi nord di latitudine, ad un'altitudine che risulta compresa tra i 2 e i 285 metri sul livello del mare e che determina un'escursione altimetrica complessiva pari a 283 metri. Il suo abitato si estende da est ad ovest per 4,48 km e da nord a sud per 3,74 km, mentre la superficie complessiva del territorio comunale, pari a 59.300 ettari, è la più estesa d'Italia dopo Roma e Ravenna.
È il secondo centro della Capitanata per numero di abitanti ed è altresì il più grosso centro agricolo della provincia di appartenenza.
Cerignola confina a nord-est con San Ferdinando di Puglia (14,8 km), ad est con Canosa (14,5 km), a sud con la regione Basilicata (14 km) e ad ovest con Stornara (11,2 km).
- Classificazione sismica: zona 2 (sismicità medio-alta), Ordinanza PCM n. 3274 del 20 marzo 2003[8]
- Litoraneità: non litoraneo
- Zona altimetrica: collina

### Clima
Il clima del Tavoliere è di tipo continentale, caratterizzato da forti escursioni termiche; estati torride si contrappongono ad inverni più o meno rigidi, tuttavia la temperatura media annua si aggira sui 16 °C.
Le piogge, scarse, si attestano intorno ai 600 mm e interessano soprattutto il periodo che va da settembre a febbraio; nel periodo estivo invece non sono rari periodi di siccità.
Dal punto di vista statistico il mese più freddo è quello di gennaio con temperature comprese tra i 4 e gli 11 gradi, il più caldo invece è quello di agosto con temperature che oscillano tra i 19 ed i 31 gradi; qualche volta d'inverno la temperatura scende sotto zero
La sua posizione geografica rende il Tavoliere particolarmente esposto al maestrale, incanalato dal Gargano e dai monti della Daunia, che trasforma la pianura in una sorta di corridoio. Hanno rilevanza solo locale il favonio (vento caldo e sciroccale) e la bora.
- Classificazione climatica[11]: zona D, 1465 GG

| Mese                       | Mesi | Mesi | Mesi | Mesi | Mesi | Mesi | Mesi | Mesi | Mesi | Mesi | Mesi | Mesi | Stagioni | Stagioni | Stagioni | Stagioni | Anno |
| Mese                       | Gen  | Feb  | Mar  | Apr  | Mag  | Giu  | Lug  | Ago  | Set  | Ott  | Nov  | Dic  | Inv      | Pri      | Est      | Aut      | Anno |
| -------------------------- | ---- | ---- | ---- | ---- | ---- | ---- | ---- | ---- | ---- | ---- | ---- | ---- | -------- | -------- | -------- | -------- | ---- |
| T. max. media (°C)         | 11,4 | 12,5 | 15,2 | 19,1 | 23,9 | 28,5 | 31,4 | 31,3 | 27,2 | 21,7 | 16,6 | 13,1 | 12,3     | 19,4     | 30,4     | 21,8     | 21,0 |
| T. media (°C)              | 7,8  | 8,4  | 10,6 | 13,8 | 18,2 | 22,4 | 25,1 | 25,2 | 21,8 | 17,1 | 12,5 | 9,3  | 8,5      | 14,2     | 24,2     | 17,1     | 16,0 |
| T. min. media (°C)         | 4,1  | 4,3  | 6,0  | 8,5  | 12,4 | 16,3 | 18,9 | 19,2 | 16,3 | 12,4 | 8,5  | 5,6  | 4,7      | 9,0      | 18,1     | 12,4     | 11,0 |
| Precipitazioni (mm)        | 52   | 50   | 40   | 39   | 36   | 26   | 23   | 26   | 46   | 59   | 61   | 56   | 158      | 115      | 75       | 166      | 514  |
| Umidità relativa media (%) | 76,1 | 74,5 | 73,1 | 71,0 | 69,1 | 65,0 | 61,0 | 61,9 | 68,5 | 73,8 | 75,7 | 76,4 | 75,7     | 71,1     | 62,6     | 72,7     | 70,5 |

### Idrografia
Il territorio circostante la città non presenta una rilevante idrografia superficiale a causa della carenza di rilievi montuosi, della scarsità delle piogge e dell'elevata permeabilità del terreno; soprattutto quest'ultimo fattore consente all'acqua piovana di penetrare nel sottosuolo e nella falda acquifera impedendo l'arricchimento di fiumi e torrenti. L'unico corso d'acqua che lambisce l'agro cittadino è l'Ofanto, dal carattere torrentizio, che alimenta l'invaso idrico della marana di Capacciotti dando così vita all'omonimo lago artificiale indispensabile (vista la mancanza d'acqua) per l'irrigazione.
A differenza dell'idrografia superficiale, quella sotterranea risulta molto interessante; difatti la permeabilità del terreno e la sua uniformità permettono all'acqua piovana di penetrare facilmente nel sottosuolo in corrispondenza con il livello del mare, formando una falda sotterranea anch'essa utilizzabile per l'irrigazione dei campi.

## Origini del nome
Il toponimo è documantato nel latino medievale come Cydiniola, Cidaniola o anche Laquedoniola, e soltanto nel Quattrocento è attestato come Citignola o Cirignola. Potrebbe derivare dal latino cydonia ("cotogno"), analogamente a Cotignola in Emilia-Romagna, oppure potrebbe trattarsi di un diminutivo di Laquedonia (antico nome di Lacedonia, località dell'Appennino campano), a sua volta derivante da Aquilonia (nome di una città romana situata nel territorio degli Hirpini, comunque piuttosto distante dalla moderna Cerignola).

## Storia
Ceriniola (o Keriniola) fu un centro normanno di notevole importanza. La posizione strategica della città sull'antica via Traiana permise, sotto la famiglia degli Angioini, un forte sviluppo che ne accrebbe l'importanza, sia sotto il profilo agricolo che commerciale. Nel 1418 divenne feudo della famiglia Caracciolo.
Il 28 aprile 1503 la città fu teatro dello scontro che vide affrontarsi francesi e spagnoli per il possesso del Regno di Napoli; il conflitto, passato alla storia con il nome di "battaglia di Cerignola", vide trionfare gli ispanici guidati da Consalvo da Cordova.
Nel Seicento il feudo passò in mano alla famiglia Pignatelli che lo mantenne per l'importanza agricola e commerciale.
Nel 1731 un devastante terremoto colpì la città distruggendo la quasi totalità dei monumenti e delle abitazioni più antiche.
I primi dell'Ottocento furono contraddistinti da un forte sviluppo urbanistico favorito anche dalla crescita economica che interessò la città in seguito alla bonifica del territorio.
L'agricoltura ha da sempre rivestito un ruolo di primo piano per l'economia cittadina e questo ha permesso a Cerignola di essere tra le protagoniste della scena agricola nazionale, tant'è vero che nel secondo dopoguerra si è assistito alla nascita di numerose imprese industriali e di trasformazione dei prodotti agricoli.
Durante la prima guerra mondiale 500 cerignolani caddero in battaglia.
Nel 1943 il centro della città fu bombardato dagli Inglesi, causando la morte di dieci persone.
Il 22 settembre 1943 la città è stata teatro di un eccidio nazista.
Nel periodo 1944-45, durante la seconda guerra mondiale, Cerignola ospitò il 461º Gruppo Bombardieri dell'aeronautica militare statunitense, sul cui sito è possibile osservare alcune fotografie dell'epoca. Successivamente, per tutti gli anni sessanta, Cerignola fu interessata dal fenomeno dell'emigrazione: come per la maggior parte dei comuni della provincia di Foggia, fu Torino con le sue fabbriche la meta principale di molte famiglie in cerca di fortuna, tant'è che ad oggi, con oltre 30000 persone, quella cerignolana è la comunità pugliese più numerosa e compatta nel capoluogo sabaudo.
Nel 2019 il comune è stato sciolto per infiltrazioni mafiose.
Nel giugno 2024 sono state installate le pietre d'inciampo in ricordo dei deportati cerignolani morti nei lager nazisti.

### Simboli
Lo statuto comunale della città di Cerignola afferma che:
Lo stemma comunale riproduce una cicogna che spezza un serpente, in ricordo della leggenda che narra la salvezza della città ad opera delle cicogne durante un'invasione di serpenti. I due terzi superiori dello sfondo sono di azzurro, ad indicare il cielo limpido, mentre il terzo inferiore è d'oro, ad indicare il frumento, il principale prodotto dell'agricoltura cerignolana. Lo stemma è quello riconosciuto con decreto del capo del governo del 13 ottobre 1934, modificato negli ornamenti esteriori con decreto del presidente della Repubblica in data 24 febbraio 2000 a seguito della concessione del titolo di città.
Il gonfalone, concesso con regio decreto del 5 febbraio 1940, è costituito da un drappo quadrangolare troncato di azzurro e di giallo riccamente ornato con frange dorate, caricato dello stemma cittadino suindicato, presenta l'iscrizione centrata (cioè convessa verso l'alto): CITTÀ DI CERIGNOLA. Due bullette dorate sono poste a spirale su entrambi i lati mentre sulla sommità è collocata una freccia decorata con un fregio; quest'ultima presenta una cravatta frangiata tricolore che riporta lo stemma della Repubblica Italiana.

## Monumenti e luoghi d'interesse
Cerignola vanta la presenza di diversi luoghi e monumenti di interesse: la "Terra Vecchia", la chiesa di S. Agostino, la chiesa madre, la Torre Alemanna, il Castello, la Torre dell'Orologio, il Palazzo Carmelo, il Teatro Mercadante, il Duomo Tonti, il Piano delle Fosse, la Colonna Miliare, il Monumento a Giuseppe Di Vittorio, il Monumento ai caduti dell'eccidio di Valle Cannella., il Monumento al Vocabolario è stato approvato ed è in attesa di essere realizzato

### Architetture religiose
In città sono presenti molti edifici religiosi, i più antichi di questi si trovano nel suo nucleo storico: la Terra Vecchia. È nel borgo antico che troviamo infatti sia la Chiesa madre, l'antica cattedrale costruita nell'XI-XII secolo, che la chiesa di Sant'Agostino risalente al XV secolo.
L'ottima posizione di Cerignola rispetto alle principali arterie stradali, portò diversi ordini monastici a stabilirsi in città, dove costruirono cappelle e conventi. Queste costruzioni, inizialmente fuori dalla cinta muraria, con l'espansione dell'abitato si ritrovarono inglobate nel centro cittadino e videro aumentare la loro importanza all'interno della comunità. È il caso ad esempio della chiesa della Beata Vergine del Monte Carmelo, edificio del XVI secolo in stile barocco. Più recente è invece il Duomo Tonti, costruito con lascito ereditario di Paolo Tonti la nuova cattedrale intitolata a san Pietro apostolo, rimasta incompleta rispetto al progetto originale, che con le sue dimensioni sovrasta la città e la cui cupola è visibile da diversi chilometri di distanza.
Alle chiese cittadine si aggiungono, solitamente al crocevia di importanti strade quali ad esempio i tratturi, numerose chiese campestri sparse nel vasto agro cerignolano. Costruzioni molto spesso spartane o, più raramente, finemente decorate con affreschi, come nel caso della chiesa di Santa Maria delle Grazie in contrada "San Martino". Solitamente queste costruzioni venivano edificate per volontà delle famiglie più abbienti all'interno delle proprie masserie, altre volte sorgevano invece sulle ceneri di altri edifici, come la chiesa della Madonna di Ripalta, patrona della città, eretta dove prima vi era un tempio pagano dedicato alla dea Bona.
Chiesa Evangelica Elim via Formia

### Architetture civili

#### Teatro comunale "Saverio Mercadante"

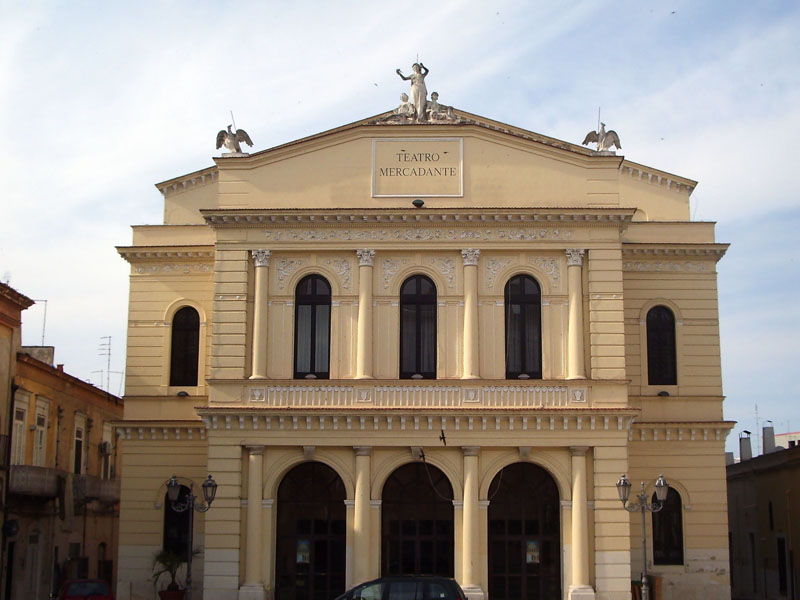
Facciata del teatro "Mercadante"

Il Mercadante è il principale impianto teatrale di Cerignola; è situato in piazza Giacomo Matteotti, nel cuore della città. Il tabellone della stagione teatrale, gestito in collaborazione con il Teatro Pubblico Pugliese, si compone soprattutto di spettacoli di prosa e teatro per ragazzi.
Ospedale Tommaso Russo
costruito nel 1896, su donazione del filantropo Tommaso Russo più volte decurione del comune di Cerignola
Quartiere Ridolfi
quartiere Ina - Casa progettato tra il 1950 -1951 da Mario Ridolfi e Wolfgang Frankl
Arco della Rimembranza
costruito in ricordo dei caduti della I Guerra Mondiale del 1915 -1918
Villa Comunale Umberto I
è il giardino pubblico , inaugurata nel 1901
Palazzo di Giustizia
inaurato agli inizi del 1900

#### Palazzi storici

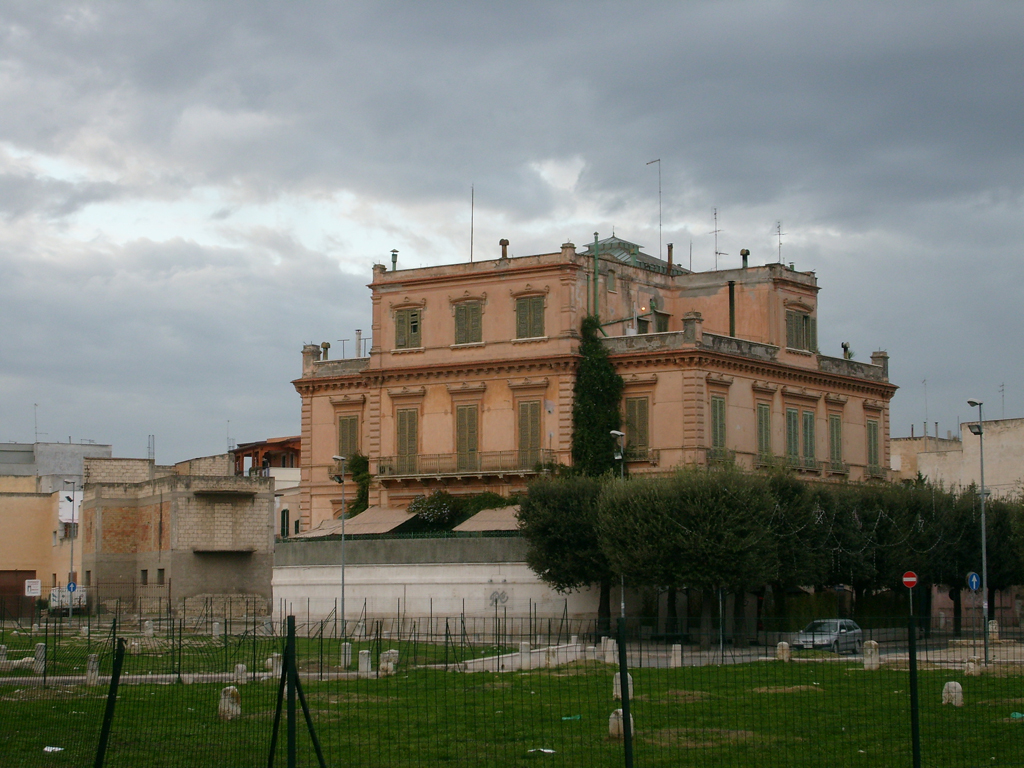
Palazzo Pavoncelli visto dal Piano delle Fosse

Numerosi sono i palazzi cittadini di valenza storica, non necessariamente appartenenti (o appartenuti) a famiglie nobili o abbienti; alcuni di questi infatti sono importanti perché testimoniano lo sviluppo raggiunto dalla città nel corso dei secoli, soprattutto nel Novecento. A titolo esemplificativo possiamo citare l'ospedale "Tommaso Russo" o ancora il teatro "Saverio Mercadante".
Certamente tra le ragioni che hanno favorito la presenza di palazzi di importanza storica e socio-economica, vi sono i numerosi avvicendamenti di popoli e feudatari che hanno interessato Cerignola.

#### Colonna miliare
Imp(erator). Caesar
divi Nervae f(ilius)
Nerva Traianus
Aug(ustus). Germ(anicus). Dacic(us).
pont(ifex). max(imus). tr(ibunicia). pot(estate).
XIII imp(erator). VI co(n)S(ul). V
p(ater). p(atriae).
viam a Benevento
Brundisium pecun(ia).
L'imperatore Cesare,
figlio del divino Nerva,
Nerva Traiano,
Augusto Germanico Dacico,
pontefice massimo,

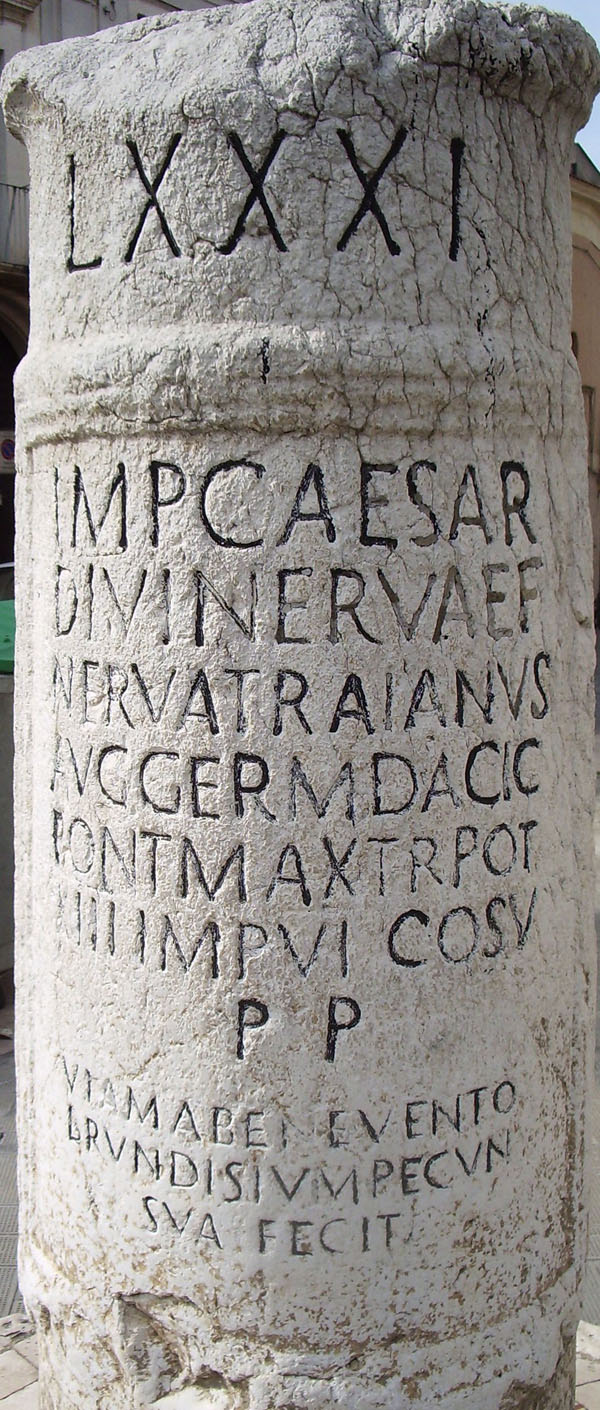
Colonna miliare, particolare dell'iscrizione

13 volte investito del potere tribunizio,
6 volte acclamato imperatore,
5 volte console,
padre della patria,
col suo denaro costruì la via
da Benevento a Brindisi»
(Iscrizione latina presente sulla colonna miliare.)
La pietra miliare, attualmente collocata all'angolo tra corso Gramsci e via Osteria Ducale, in passato era posta laddove passava la via Traiana, che congiungeva Benevento a Brindisi. Scampata al terremoto del 1731, rappresenta uno dei reperti romani più antichi presenti in città.
Nella tradizione popolare il nome con cui viene chiamata la pietra miliare è "U tïtëlë d' Moccïë" ossia "Il titolo (termine lapideo) di Moccia", con riferimento a Palazzo Moccia, accanto a cui fu collocata la miliare.
L'epigrafe è incisa su un cippo miliare in pietra calcarea rinvenuto circa tre miglia a nord di Canosa, nel tratto Ordona-Canosa della via Traiana; si è potuti risalire alla sua collocazione originaria consultando scritti noti come itinerari, stando ai quali la distanza da Benevento a Canosa ammonterebbe a 84 miglia (Antonino e Burdigalense) o 89 miglia (Peutingeriano), si può quindi dedurre che il miliare LXXXI si trovasse a 3 miglia da Canosa (o 8 in base all'ultimo itinerario) in direzione Cerignola.
La tradizione, invece, vuole che la miliare fu rinvenuta sul Piano di San Rocco, nei pressi della chiesa dei Padri Domenicani. Difatti, la strada che conduce fino al Piano San Rocco si chiama, appunto, Strada Consolare.
Il testo dell'epigrafe è di tipo monumentale con dimensione dei caratteri decrescente; l'iscrizione è dedicata a Marco Ulpio Traiano, figlio adottivo del suo predecessore Nerva (come si evince dal termine filius). Il cippo presenta tutti gli appellativi legati all'imperatore ed alle sue vittorie sul campo di battaglia (germanicus e dacicus) ed elenca inoltre le cariche da lui ricoperte. Pietro Stefanoni nel XVII secolo è il primo a citare il cippo, mentre Dello Iacono è il primo che ne indica la collocazione in città.
La colonna è alta all'incirca 175 cm e presenta un diametro pari a 61 cm. Per quanto riguarda, invece, lo specchio epigrafico, questo risulta alto 88 cm e largo 72.

#### Casa di Pietro Mascagni

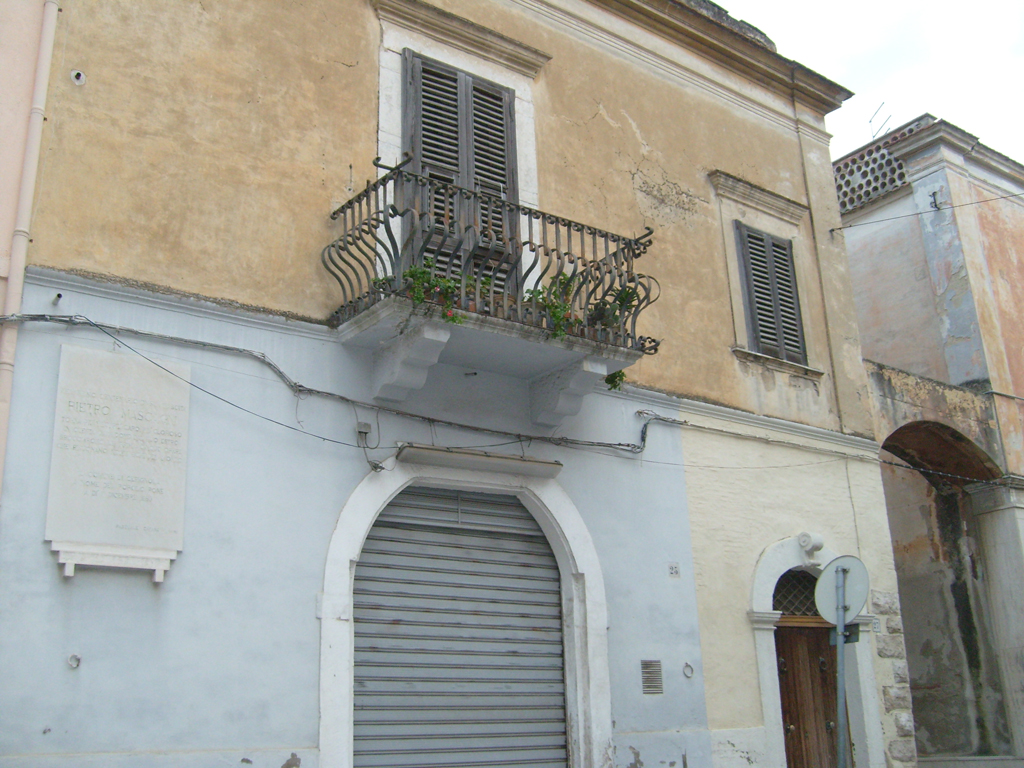
Facciata della casa in cui visse Mascagni

L'abitazione, ubicata nell'omonima via al civico 21, ospitò il compositore Pietro Mascagni durante la sua permanenza in città dal 1887 al 1892; in questo periodo il Maestro diresse per tre anni la filarmonica locale e compose quasi la totalità della Cavalleria Rusticana, opera del verismo ottocentesco.

#### Torre dell'orologio

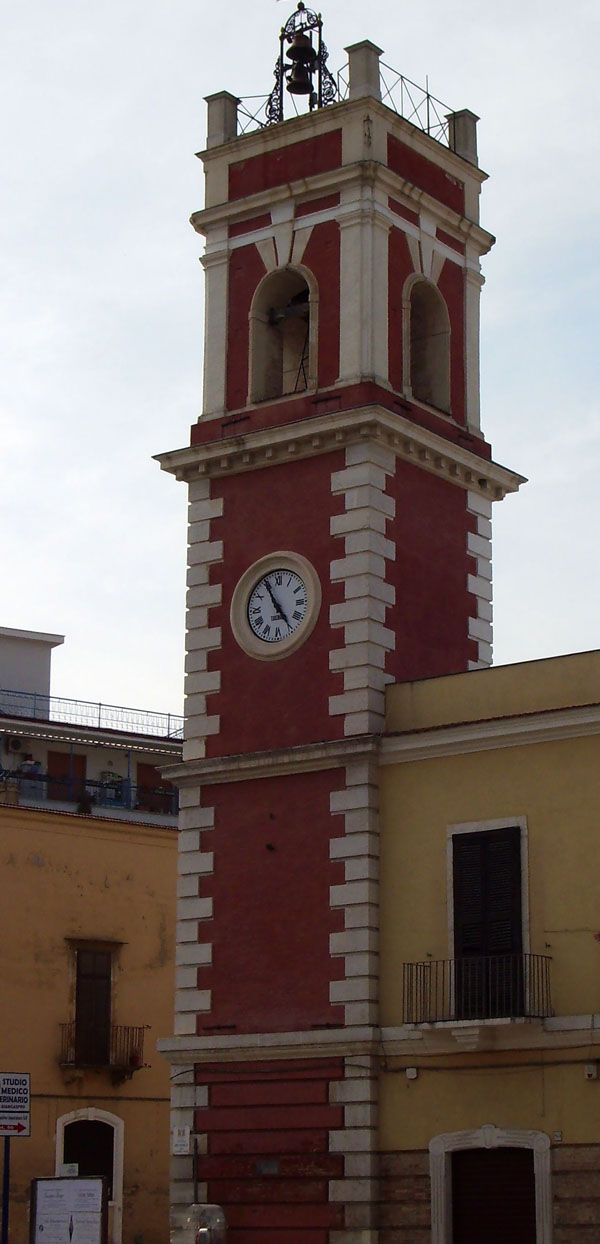
La Torre dell'orologio

La costruzione risale al XIX secolo e sostituì la precedente torre dell'orologio fatta abbattere dal conte d'Egmont nel 1804; in passato era molto più alta ma fu danneggiata gravemente da un fulmine che la colpì nel 1866. Segna l'ingresso sud alla Terra Vecchia attraverso largo Costantino Imperatore (già piazza del Torneo). La torre si erge come soluzione angolare del palazzo La Rochefoucauld (poi diventato palazzo Cantatore).

### Siti archeologici

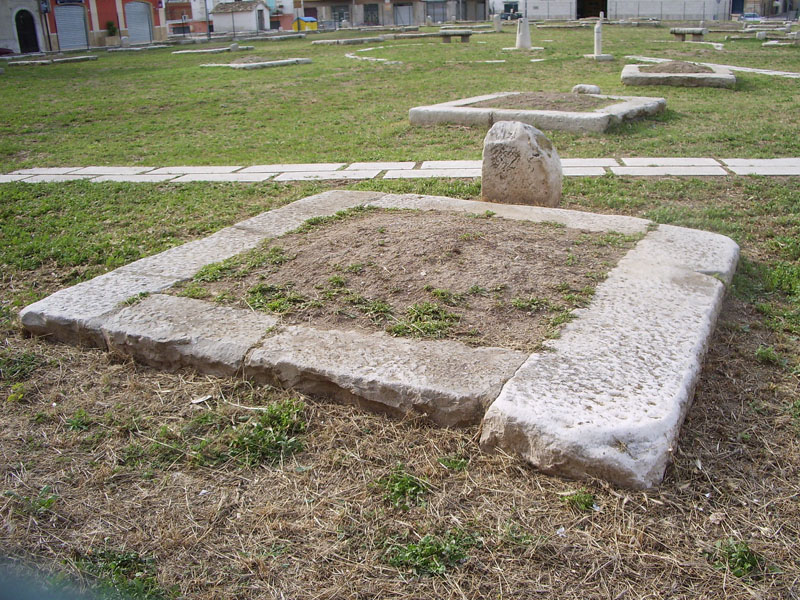
Fossa Granaria con relativo cippo identificativo

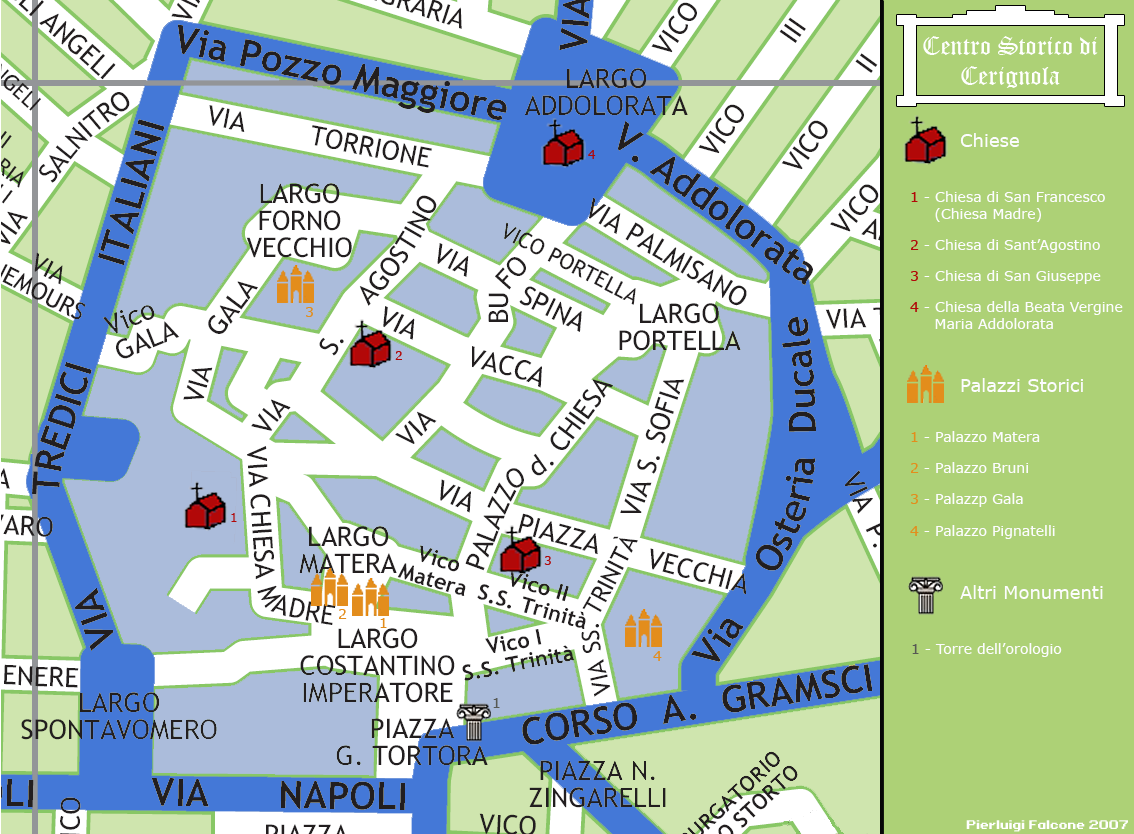
Pianta del centro storico

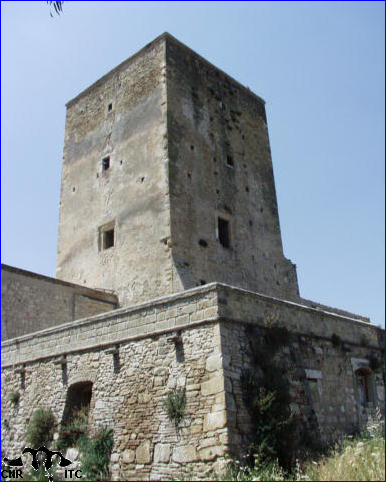
Veduta generale di Torre Alemanna

#### Piano delle Fosse del grano
Le Fosse Granarie testimoniano un tipo di conservazione dei cereali in passato ampiamente diffuso in Capitanata. Il sito di Cerignola è l'unico ad essersi conservato ed in cui è ancora possibile osservare questi particolari silos; risulta quindi palese la sua valenza sul piano archeologico e sociale.
Il Piano delle Fosse è situato in prossimità del centro cittadino ed è composto da centinaia di silos sotterranei identificati per mezzo di appositi cippi su cui è inciso un numero progressivo e le iniziali del proprietario. Il piano comprende, inoltre, i magazzini utilizzati dalle compagnie di sfossatori, ovvero coloro i quali partecipano alle operazioni di carico ed estrazione del grano.

#### Borgo Medievale (Terra Vecchia)
Il borgo antico, meglio noto con l'appellativo di Terra Vecchia, è il nucleo originario da cui si è sviluppata la città; la sua origine risale con tutta probabilità all'epoca romana, durante cui il centro era un insediamento di scambio. Situato a nord, in passato era circondato da una cinta muraria con castello e torri, è caratterizzato da viuzze tortuose e strette e presenta abitazioni molto diverse tra loro; l'eterogeneità dei nuclei abitativi è imputabile al periodo in cui essi sono stati costruiti ed al ceto che li abitava.
Tra i monumenti maggiori del centro storico troviamo la chiesa madre, ovvero l'antica cattedrale, intitolata a san Francesco d'Assisi, che risulta essere anche l'edificio religioso più antico della città.
La mancanza di molte testimonianze del passato è ascrivibile al terremoto del 1731, che danneggiò gran parte degli edifici del borgo, quale il castello che rimase semidistrutto.

#### Torre Alemanna
Torre Alemanna è un complesso monumentale risalente al XIII secolo situato a Borgo Libertà, frazione distante 18 chilometri dalla città, in prossimità di importanti arterie stradali utilizzate durante la transumanza.
Il sito presenta edifici diversi tra loro (o la cui funzione è stata riconvertita) a causa dei molteplici ruoli da esso assolti nel corso dei secoli; troviamo infatti una chiesa, gli alloggi per i cavalieri, un palazzo dell'abate e naturalmente la torre.
I vincoli a cui è stata sottoposta Torre Alemanna a partire dal 1983, hanno permesso l'avvio di interventi di restauro della stessa. Di recente alcuni scavi hanno inoltre portato alla luce ulteriori reperti relativi al complesso.

##### Torre Quarto
sono possedimenti agricoli, con all'interno una azienda vinicola del 1800
Villa Romana San Vito
Domus di epoca romana
Area Archeologica Città di Salapia
antico centro neolitico
Via Appia
antica strada romana che attraversa la città , sito Unesco
Via Francigena
antica rotta medioevale che attraversa la città
Tratturo
Regio tratturello Cerignola - Melfi ,Cerignola -Trinitapoli, Cerignola - Ponte di Bovino e Cerignola- S.Cassiano - Mezzana di Motta, braccio Cerignola -  Ascoli

### Aree naturali
- La riserva naturale statale "Il Monte" è un'area protetta istituita nel 1982 che si estende su una zona umida di 130 ettari nella provincia di Foggia e risulta essere complementare alla riserva naturale della salina di Margherita di Savoia. Il sito ha un notevole valore dal punto di vista botanico ed è inoltre un'importante area per la sosta, lo svernamento e la nidificazione di diversi volatili (garzetta, airone rosso, falco di palude, albanella minore, cavaliere d'Italia, sterna zampenere, mignattino e martin pescatore)[62].
- Parco Regionale Naturale del fiume Ofanto[63]
- Lago Capacciotti (di origine artificiale)[64]

### Masserie
Data la sua estensione geografica Cerignola possiede diverse masserie:
- Masseria Cafora in contrada Cafora
- Masseria Labranca
- Masseria Le Torri sulla S.P.96 km 12+200
- Masseria San Michele alle vigne sulla S.P.72 km 7
- Masseria Lupara 1 e 2
- Masseria San Lorenzo
- Masseria Torre Giulia
- Masseria Torre Quarto
- Masseria San Marco
- Masseria Montaltino
- Masseria Santo Stefano
- Masseria San Giovanni di Zezza
- Masseria Montaltino
- Masseria La Cerina
- Masseria Santa Maria dei Manzi
- Masseria Pozzo Monaco
- Masseria San Giovanni in Fonte
- Masseria Torricelli
- Masseria Pavoni
- Masseria Santo Stefano

## Società

### Evoluzione demografica
Con 57.039 residenti, Cerignola è il centoseiesimo comune italiano per popolazione.
Abitanti censiti

### Etnie e minoranze straniere
Al 31 dicembre 2023 gli stranieri residenti nel comune sono 2965, corrispondenti al 5,18% della popolazione.

### Lingue e dialetti

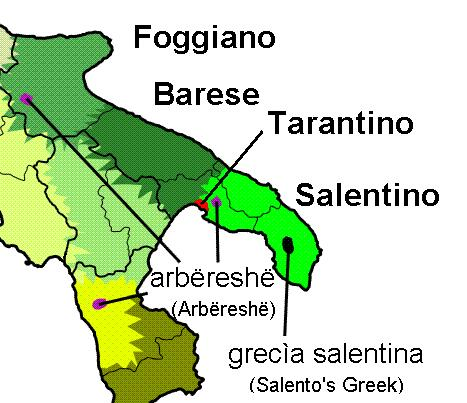
I dialetti della Puglia

Il dialetto cerignolano è la variante cittadina del dialetto foggiano che, come gli altri dialetti pugliesi settentrionali appartiene al ceppo dei dialetti italiani meridionali.
Come gli altri dialetti pugliesi settentrionali, tra le vocali atone il cerignolano ha mantenuto intatta solo la "a" in posizione protonica; tutte le altre vocali atone risultano ridotte alla vocale indistinta scevà. le vocali toniche, viceversa, si sono rotte in dittonghi, come ad esempio in "sèïtë" ("seta") o "scoüpë" ("scopa"). Caratteristica è anche l'assimilazione dei gruppi "nd" e "ld" in "nn" e "ll", come in "quannë" ("quando") e "callë" ("caldo").

### Religione

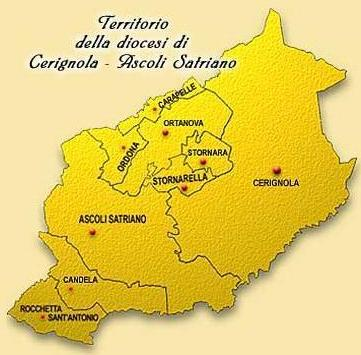
Territorio della diocesi

La confessione religiosa che conta più fedeli è quella cattolica romana. Cerignola, che dal XVI secolo era arcipretura nullius diocesis divenne sede vescovile nel 1819 e venne unita aequae principaliter alla diocesi di Ascoli Satriano. Dal 1986 le due diocesi sono state unite in forma piena e la diocesi risultante ha assunto il nome di diocesi di Cerignola-Ascoli Satriano. Essa è suffraganea dell'arcidiocesi di Foggia-Bovino e appartiene alla regione ecclesiastica Puglia.
A Cerignola è presente inoltre una comunità evangelica valdese, nata tra la fine dell'Ottocento e i primi del Novecento in seguito al trasferimento in città del predicatore Salvatore Comei. Il primo locale di culto pubblico fu aperto il 30 settembre 1906.
La locale comunità dei Testimoni di Geova, sorta negli anni venti per una scissione all'interno della comunità valdese cerignolana ad opera del pastore Giuseppe Banchetti, è la più antica della Puglia.

## Cultura

### Istruzione

#### Biblioteche
- La biblioteca comunale della città di Cerignola, fondata nel 1921 dal bibliotecario professor Saverio Pugliese, si inserisce nel Sistema Bibliotecario Provinciale di Foggia a cui la stessa aderisce (codice biblioteca: FG0037). Svolge il ruolo di biblioteca di conservazione e di biblioteca pubblica, con un patrimonio che ammonta a 22.000 volumi così suddivisi: 2 cinquecentine, 10 volumi del 1600, 110 volumi del 1700, 1.600 volumi del fondo preunitario che va fino al 1860 e 7.260 volumi che vanno dal 1861 al 1945; i rimanenti volumi costituiscono il fondo moderno. La struttura fa inoltre parte del consorzio, il cui scopo è valorizzare e salvaguardare il patrimonio culturale appartenente al territorio in cui si trova la biblioteca consorziata.

Altre biblioteche presenti in città sono:
- Biblioteca del Centro Regionale Servizi Educativi e Culturali. CRSEC FG/34
- Biblioteca diocesana - sezione di Cerignola
- Biblioteca Palazzo Fornari , in allestimento[71]
- Piazza dei Cinquecento , in allestimento
- Pinacoteca, in allestimento

#### Ricerca
A Cerignola ha sede il C.E.R.C.A.T. (Centro di Esposizione, Ricerca e Consulenza sugli Ausili Tecnici), ossia una struttura tecnico-scientifica che si pone l'obiettivo di sviluppare tecniche, sistemi e apparati innovativi di ausilio a supporto dei disabili. Il centro, inoltre, si occuperà di mettere a punto metodi e procedure di qualificazione e certificazione di ausili e di attivare la partecipazione congiunta a progetti di ricerca nazionali ed internazionali.
L'edificio ospiterà al suo interno anche una fiera permanente utile a far conoscere tutte le tecnologie e gli ausili di ultima generazione, indispensabili a migliorare la qualità della vita delle persone con disabilità e dei loro familiari; nella stessa sede sarà anche installato un prototipo di casa domotica.

#### Scuole
In città sono presenti:
- 19 scuole primarie, di cui 8 private;
- 6 scuole secondarie di primo grado;
- 9 scuole secondarie di secondo grado, di cui 2 licei, 2 istituti professionali e 5 istituti tecnici, tra i quali l'Istituto agrario "Giuseppe Pavoncelli".

#### Musei
Le strutture museali presenti in città sono due:
- Il Museo del grano è dedicato unicamente a questo cereale, gli allestimenti presenti nelle varie sale descrivono, infatti, tutte le fasi della sua lavorazione: dalla bruciatura delle stoppie alla macinazione e trasformazione, passando per semina, erpicatura, trebbiatura, setacciatura e conservazione. Il museo è stato allestito nel 1992 dall'Associazione di Studi Storici "Daunia Sud" ed è attualmente in via di sistemazione all'interno del complesso Ex Opera Pia Monte Fornari, palazzo molto vasto e vecchia sede dell'ordine dei domenicani in corso di ristrutturazione.
- Il Museo etnografico cerignolano, ideato e realizzato nel 1979 dal professor Matteo Stuppiello, conserva oggetti legati alle tradizioni religiose e agli antichi mestieri; la collezione è composta da circa 2.000 pezzi tra manufatti di arte sacra minore, attrezzi da lavoro e costumi della civiltà contadina.
- Un terzo museo, dedicato alla ceramica, dovrebbe essere realizzato presso il complesso monumentale di Torre Alemanna al termine dei lavori di restauro[18].
- Polo Museale Civico situato all'interno dell'Exopera in Piano San Rocco (sito Unesco): comprende il Museo del Grano, Museo Multimediale del Piano delle Fosse, Galleria dei Cerignolani illustri[76]
- Museo della Scuola occupa gli scantinati della scuola Giosuè Carducci[77][78][79]
- associazione casa Giuseppe Di Vittorio[80][81]
- Museo Agrario[82]
- Museo diocesano Cerignola - Ascoli Satriano[83]
- Museo di Salapia ( in progettazione )[84]

### Media
Rai Tv , Telenorba

#### Stampa

##### Quotidiani
- Il Corriere di Cerignola, all'interno de Il Corriere del Sud

##### Case editrici
- Enter Edizioni
- Homo Mediterraneus
- Nicorelli
- Reddavide Michele

#### Radio
- Radio T.R.C.

Grande lustro ebbero negli anni settanta e ottanta Radio Ofanto 98, Radio Cerignola1, Radio Antenna Libera, Radiolinus emittente democratica, Radio Arcadia e Radio Città.

### Cinema
(Tratto da: Roba da Ricchi con Lino Banfi.)
Numerose sono le pellicole della commedia all'italiana in cui viene citata Cerignola. Si ricordano tra le tante: I basilischi (1963), l'opera prima di Lina Wertmüller, Roba da ricchi, Vieni avanti cretino e Grandi magazzini con Lino Banfi, Il barbiere di Rio con Diego Abatantuono, Natale in India con Christian De Sica e Massimo Boldi o ancora Febbre da cavallo - La mandrakata e Un'estate ai Caraibi con Gigi Proietti. Inoltre, a Cerignola, alla fine degli anni cinquanta, fu interamente girato il film Gambe d'oro, con protagonista Totò. Recentemente in città è stata girata parte della fiction televisiva "Pane e libertà", trasmessa su Rai 1 e dedicata al concittadino Giuseppe Di Vittorio.

### Cucina

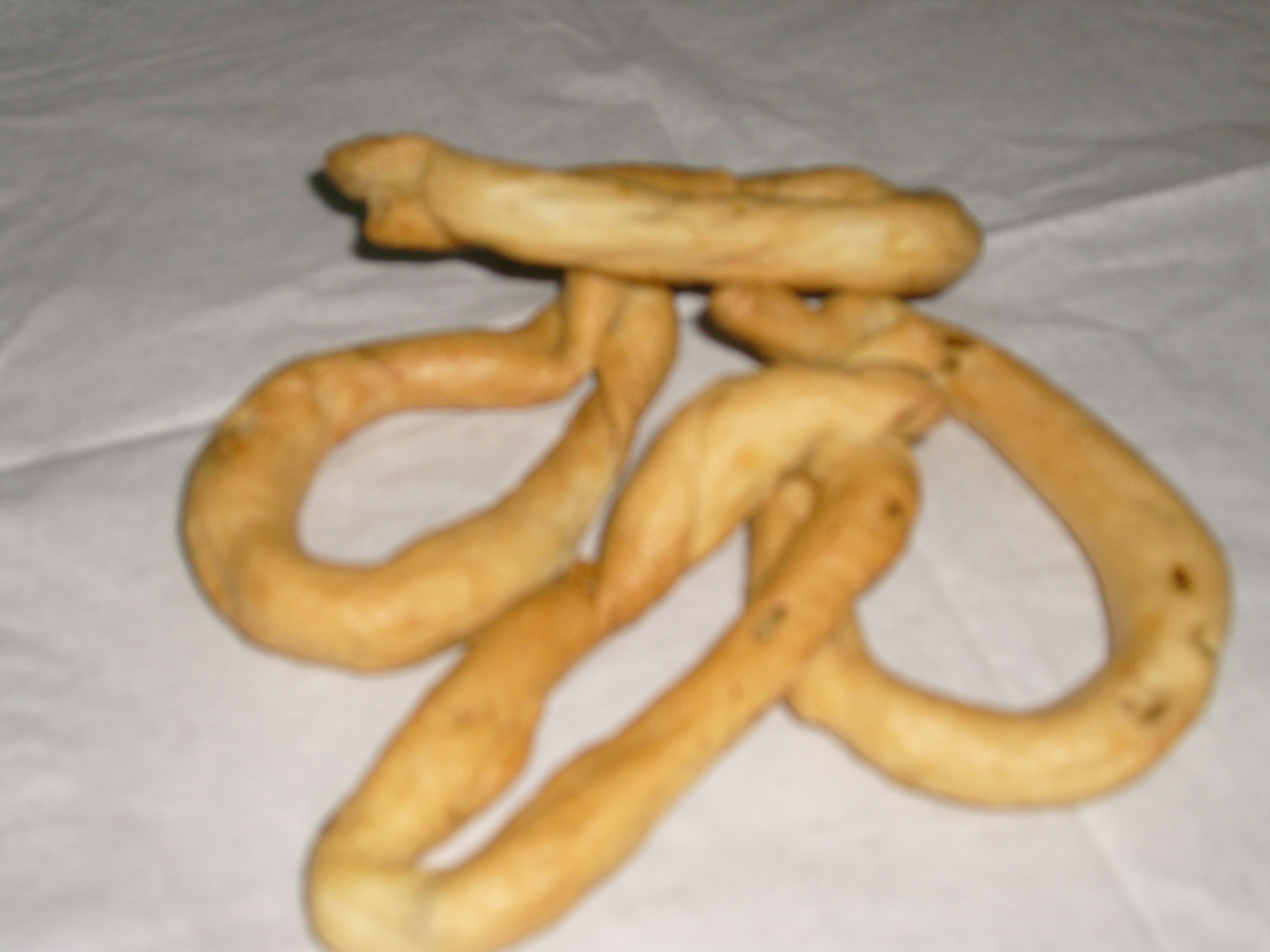
Scaldatelli cerignolani

La cucina cerignolana si fonda sulla tradizione contadina e mediterranea, risulta infatti fortemente legata alle produzioni agricole che caratterizzano la zona, ovvero: l'olio d'oliva, il grano e gli ortaggi.

### Eventi

#### Riti della Settimana Santa
Il Cristo Rosso (o Cireneo) è la figura principale della Settimana Santa a Cerignola, costituita principalmente di riti a carattere penitenziale. Il Cristo Rosso (detto anche Cireneo,perché è l'uomo che aiutò Gesù a portare la Croce, ovvero Simone di Cirene) è un uomo che partecipa alle processioni della Settimana Santa portando una pesante croce sulle spalle, indossando una tunica di colore rosso, una corona di spine e un cingolo di corda con rosario, procedendo a piedi scalzi. Il suo passo determina l'andamento di tutta la processione. Il suo volto è coperto da un cappuccio per nascondere la sua identità, che non verrà mai svelata. L'uomo che interpreta il Cristo Rosso è un uomo che, per grazia ricevuta o altro, fa voto - per tutta la vita - di vestire i panni del Cireneo, oppure un confratello delle varie congregazioni.
- Venerdì precedente alla Domenica delle Palme: alla sera, dalla chiesa di S. Leonardo parte la processione di Maria Perdolente, per ricordare i sette Dolori di Maria. Viene portato in processione un simulacro della Madonna della Pietà composto da Maria sotto la croce. È presente un Cristo Rosso.
- Lunedì, martedì santo: le congregazioni, dalla più recente alla più antica in termini di fondazione, si recano presso la cattedrale in divisa di penitenza, ovvero: camice bianco con cappuccio, cingolo in vita e piedi scalzi.
- Mercoledì santo, al vespro: la Chiesa diocesana, ministri istituiti, congregazioni varie, pii sodalizi, si riuniscono nella cattedrale per la Messa Crismale con la benedizione dell'olio crismale e degli altri oli santi. Il rito solenne è officiato dal vescovo.
- Giovedì santo: durante la messa in Coena Domini si assiste alla lavanda dei piedi dei discepoli, solitamente rappresentati da ragazzi che ricevono del pane a forma di ciambella che, una volta spezzettato, viene offerto in cambio di una regalia. Il pezzo di pane, considerato un amuleto, viene esposto sul balcone, sulla finestra o (durante i temporali estivi) all'esterno dell'abitazione degli agricoltori, per scongiurare le grandinate che altrimenti rovinerebbero il grano prima della mietitura. Dopo la messa, l'Eucaristia viene deposta nell'altare della reposizione, luogo in cui questo sacramento viene adorato. Gli altari, meglio noti come "Sepolcri", sono visitati in numero di tre (le ore di agonia di Gesù), cinque (i giorni della sua morte, il numero delle sue piaghe e quello degli strumenti della sua crocifissione) o sette (il numero delle sue parole sulla croce). Durante il giovedì vengono inoltre "legate" le campane; un tempo la mattina del sabato, oggi a mezzanotte dello stesso giorno, tutte le campane della città vengono nuovamente sciolte a distesa.
- Venerdì santo: tre processioni si snodano per le vie cittadine: la processione dei Misteri, della Desolata e di Gesù morto.
  - Processione dei Misteri: ha inizio dalle prime ore della mattinata partendo dalla chiesa dell'Addolorata, vengono portati in processione i simulacri settecenteschi dei Misteri Dolorosi (Gesù nel Getsemani, la flagellazione, Hecce Homo, Gesù che porta la croce, Gesù crocifisso) seguiti dalla Madonna Addolorata. La processione, curata dall'Arciconfraternita dell'Addolorata, è aperta da penitenti con piedi scalzi, tunica e cappuccio che portano la Croce del Calvario. Ci sono tre Cirenei e i portantini indossano una tunica rossa, senza cappuccio. Al rientro della processione, i tre Cirenei si inginocchiano prima di varcare il portale della chiesa, per ricordare le tre cadute di Gesù.
  - Processione della Desolata: parte alla sera dalla Chiesa Madre, a cura della Confraternita del SS. Sacramento. Viene portato in processione un simulacro della Pietà, raffigurante Maria che tiene in braccio il corpo esanime di suo Figlio; due angeli sorreggono la corona di spine e il cartello "INRI" mentre un angelo più grande consola la Vergine. Una croce con sudario domina la scena. I partecipanti alla processione hanno delle fiaccole che illuminano il percorso. In questa processione ci sono due Cirenei.
  - Processione di Gesù morto: esce dalla chiesa del Purgatorio, quasi a mezzanotte, a pochi minuti dal rientro della processione della Desolata. La processione è aperta da penitenti con piedi scalzi e cappuccio che portano la Croce del Calvario e curata dall'Arciconfraternita della Morte. Viene portato in processione il simulacro di Cristo morto, seguito dalla Madonna Addolorata, come in un funerale. Entrambi i simulacri sono preceduti da un Cireneo, portati da portantini che indossano una tunica e un cappuccio di colore violaceo, e seguito il simulacro di Cristo Morto dai Cavalieri del Santo Sepolcro di Gerusalemme. Il simulacro di Cristo Morto è adagiato in una bara di vetro. Ci sono due bare: una scoperta, in vetro con decorazioni in legno di epoca settecentesca e una interamente in vetro, più recente. Entrambe le bare sono utilizzate ad anni alterni.
- Sabato Santo: in mattinata dalla chiesa di Sant'Antonio esce la processione delle Donne al Sepolcro a cura della Confraternita della Pietà. In processione vengono portati i simulacri di, Maria di Magdala, Maria di Cleofa, San Giovanni e la Madonna della Pietà che si recano al Sepolcro. I simulacri sono portati da donne con mantello rosso ed eccezione della Madonna della pietà che viene portata da uomini in abito scuro. Alla processione vi partecipano penitenti e quattro Cirenei.

Tutte le processioni sono accompagnate dalla Banda che esegue suggestive e struggenti marce funebri.
- Domenica di Resurrezione: nella cattedrale viene celebrato il solenne pontificale.

#### Festa patronale diocesana della Madonna di Ripalta (6-9 settembre)

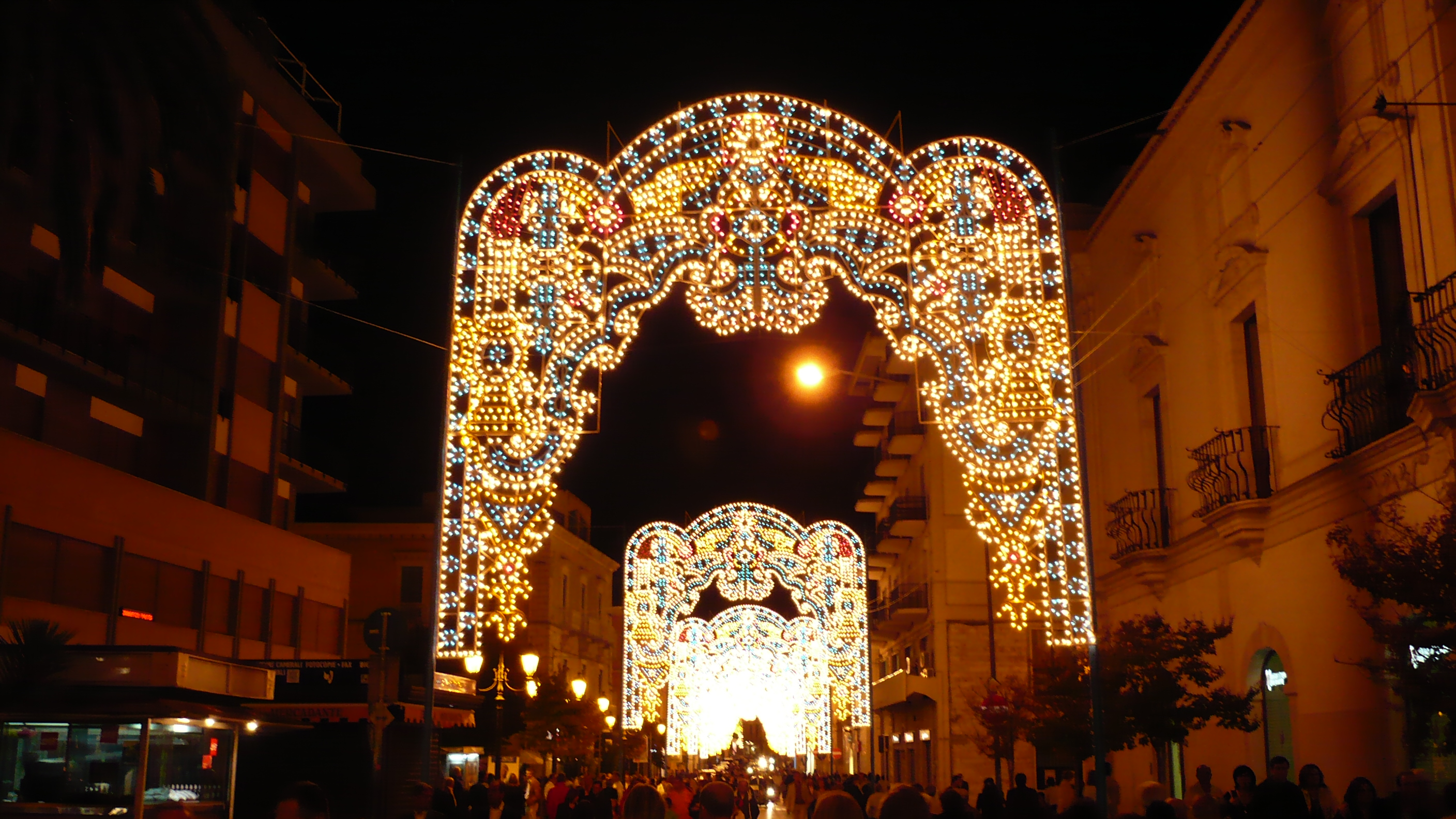
Corso Garibaldi illuminato per la festa patronale

Il rito dell'8 settembre è senz'altro una delle feste religiose più sentite dalla cittadinanza, l'intero Corso è illuminato e decorato a festa da piazza Castello fin oltre il convento dei Cappuccini. La festa dura quattro giorni ed è caratterizzata da grandiose luminarie in tutta la città, bande che girano per il paese, orchestre che suonano in piazza e dal concerto di un cantante di musica leggera.
Si inizia il 6 settembre: a conclusione di un devoto novenario che richiama pellegrini e devoti da ogni parte della diocesi, alle ore 23 nella cattedrale inizia la celebrazione solenne dell'ascensione in trono dell'icona bizantina.
Il giorno 7 settembre, giorno di vigilia: se cade dal lunedì al sabato, la sera, alle ore 19.30, apertura in cattedrale della festa con i solenni vespri pontificali. Vi partecipa tutto il clero diocesano, ministri istituiti e congregazioni. Se cade di domenica si celebra la Santa Messa presieduta dal vescovo.
L'8 settembre, solennità della Natività della Vergine Maria, festa della Madonna di Ripalta. Sante messe dalle prime ore del mattino in cattedrale (ore 7, 8, 9, 10.30 solenne messa pontificale, 12.15 e 18.30). Molto atteso ogni anno il solenne pontificale del vescovo, con tutto il clero diocesano e le congregazioni religiose, autorità civili e militari. La sera, se la festa è preceduta dalla domenica, prima della processione si celebrano i vespri pontificali. Vi è dunque una grande processione, con il carro trionfale donato dal cavaliere Giuseppe Pedone, che trasporta l'icona della Madonna, preceduto dalle confraternite e seguito dalle autorità civili, religiose e dalla banda. A mezzanotte si susseguono tre spettacoli di fuochi pirotecnici.
Il 9 settembre è dedicato alla fiera del bestiame e dell'agricoltura la mattina; mentre la sera, dalle 21.30 in poi vi è uno spettacolo di musica leggera con cantanti di fama nazionale.

#### Fiere
- Fiera bacino dell'Ofanto (1º-10 dicembre): la manifestazione, nata nel 1996, è organizzata da imprenditori locali ed ha lo scopo di promuovere le produzioni tipiche.[90]
- Fiera del libro, dell'editoria e del giornalismo di Cerignola (settembre): l'evento è organizzato dall'associazione culturale “OltreBabele” e prevede convegni, appuntamenti, dibattiti e spettacoli. La manifestazione rappresenta anche un'occasione per scrittori ed editori emergenti di farsi notare dal pubblico.

In città si organizza inoltre la:
- Fiera Agricola (9 settembre)

## Geografia antropica

### Urbanistica

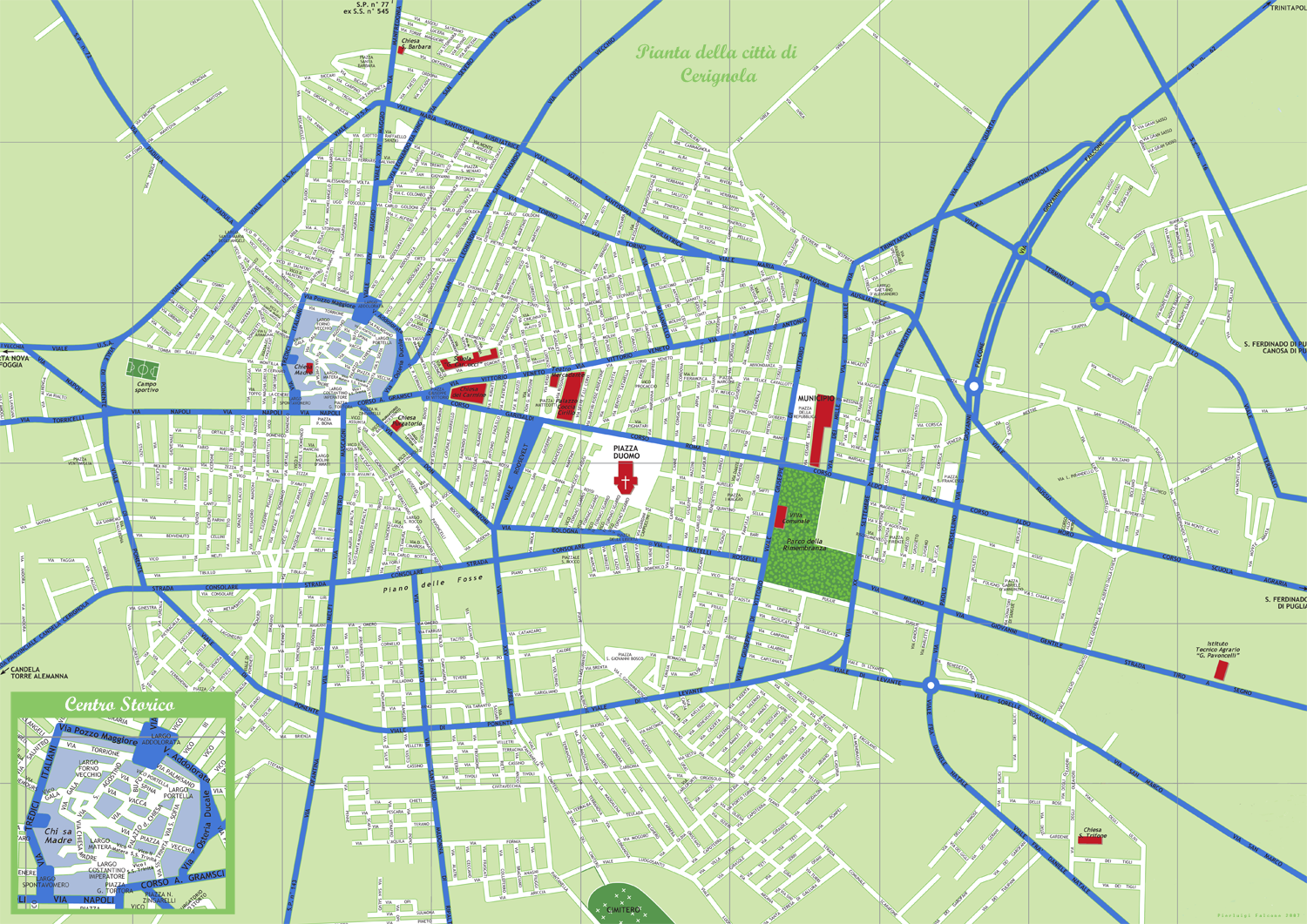
Pianta della città

Il tessuto urbano della città si è ampliato nel corso dei secoli a partire dal decentrato borgo antico per poi espandersi progressivamente fuori dalla cinta muraria. La struttura del centro storico presenta tutte le caratteristiche di un centro medievale sviluppatosi sulle ceneri di un vecchio abitato romano; questa tesi è avvalorata ad esempio dalla mancanza di elementi radiocentrici che caratterizzano i borghi appartenenti a questo periodo storico e che lasciano il posto ad elementi di ortogonalità caratteristici dei tessuti urbani sviluppatisi su schemi preesistenti.
Durante il XV secolo si assistette ad una prima espansione della città fuori dalle mura in direzione est e sud, in coincidenza della quale si verificò anche un modesto aumento demografico; appartengono a questo periodo il piano delle Fosse Granarie, la chiesa del Purgatorio, il palazzo del Gesù ed i conventi dei Carmelitani e dei Conventuali. Nel XVII secolo una seconda espansione interessò ancora la parte meridionale della città, e crebbe ulteriormente il numero di edifici religiosi, a cui si aggiunsero la chiesa ed il convento dei Domenicani e dei Cappuccini.
Nel XVIII secolo si susseguirono molteplici eventi nefasti, come il terremoto del 1731 che danneggiò irrimediabilmente gran parte delle costruzioni civili e religiose più antiche. La ricostruzione si ebbe a partire dalla seconda metà del Settecento e fu caratterizzata da un'espansione caotica e non uniforme fuori dalle mura. Alcuni accadimenti storici, come l'abolizione della Regia Dogana della Mena delle Pecore di Foggia, generarono poi un forte flusso migratorio proveniente dai paesi limitrofi, tale che la città continuò la sua espansione, ancora una volta verso est, arricchendosi di importanti edifici quali, tra gli altri: il Teatro Mercadante, la scuola agraria, l'ospedale, la stazione ferroviaria e la maestosa cattedrale.
La struttura urbanistica al di fuori del nucleo originario della città è di impianto a scacchiera ottocentesco.

### Frazioni
Demografia delle frazioni di Cerignola, ISTAT 2001.
| Località           | m s.l.m. | Popolazione |
| ------------------ | -------- | ----------- |
| Angeloni           | 15       | 61          |
| Borgo Libertà      | 252      | 102         |
| Borgo Tressanti    | 22       | 46          |
| Cerignola Campagna | 60       | 49          |
| Moschella          | 111      | 63          |
| Case sparse        | -        | 2.316       |

## Economia
L'economia cittadina è legata soprattutto alla lavorazione e trasformazione dei prodotti agricoli; la superficie totale coltivata è infatti pari a 49.146,36 ettari, il più alto valore a livello regionale. A riprova della propria vocazione agricola, Cerignola è ormai l'ultima città della Capitanata in cui è possibile osservare le fosse granarie, ovvero particolari silos per la conservazione del grano.

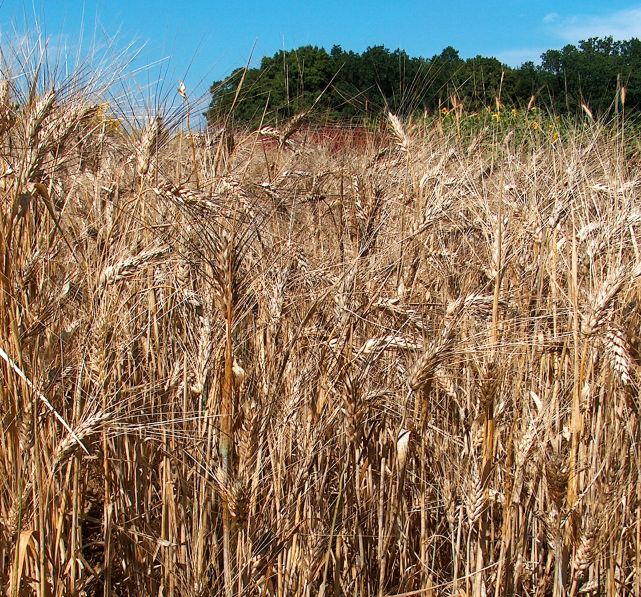
Campo di grano duro

Il settore primario risulta essere la maggiore risorsa economica della città. Di particolare rilievo è il comparto agro-alimentare, fulcro dell'economia cittadina, la cui struttura produttiva è rappresentata soprattutto da viticoltura, olivicoltura, orticoltura e cerealicoltura.
La superficie totale del territorio comunale utilizzata in campo agricolo è notevole, ciò a dimostrare l'importante ruolo che riveste l'agricoltura nell'ambito dell'economia locale. Stando al quinto censimento dell'agricoltura, la superficie agricola totale utilizzata nel comune ammonta a 49.146,36 ettari, il più alto valore non solo a livello provinciale ma anche a livello regionale.
Cerignola, insieme ad un'altra trentina di comuni, fa parte del comitato nazionale Città delle pesche, il cui scopo è promuovere le produzioni locali. La città è anche il territorio di riferimento per la coltivazione dell'oliva La Bella della Daunia - varietà Bella di Cerignola, prodotto che si fregia del marchio D.O.P. a partire dal 2000. La denominazione garantisce che l'olio è prodotto con olive locali, con caratteristiche organolettiche tipiche: aspetto velato, colore verde con riflessi gialli, odore fruttato di buona densità, sapore di oliva appena franta con nota amarognola e piccante. Questa varietà autoctona di oliva, esportata sin dai primi del Novecento, risulta essere un'attività molto importante e redditizia per la città. Cerignola è anche membro dell'Associazione Nazionale Città dell'Olio.
L'allevamento (che interessa suini, ovini, bovini e pollame) è molto sviluppato tanto da rappresentare un'altra importante risorsa economica.

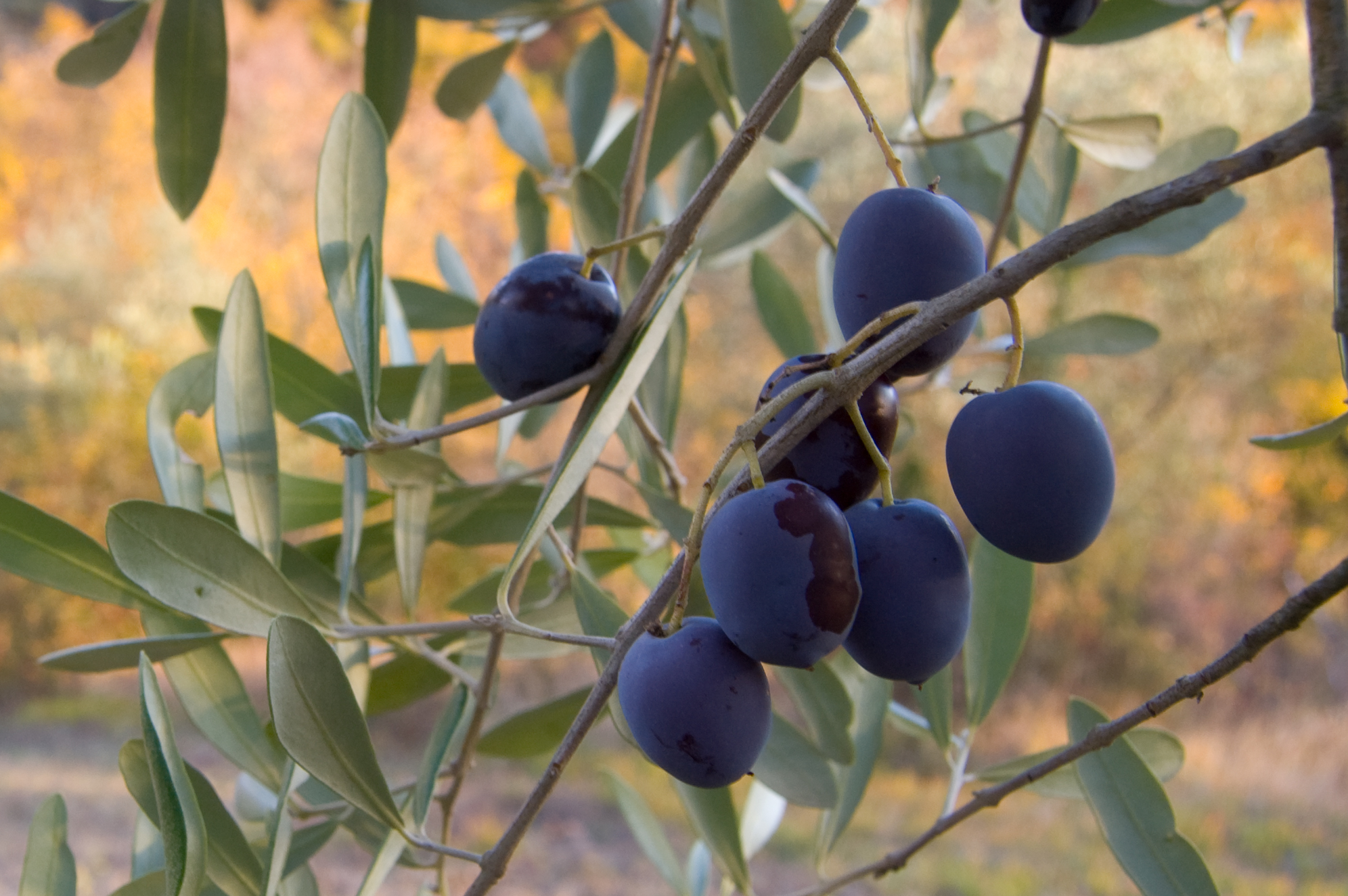
Olive mature

Il settore secondario è in crescita: sempre più numerose sono infatti le aziende che si occupano della trasformazione dei prodotti agricoli. Si sta assistendo quindi alla nascita di un nutrito numero di industrie vinicole, olearie e conserviere (a cui si aggiungono molini e pastifici) che stanno contribuendo allo sviluppo di questo settore.
Tra i vini di maggior pregio prodotti nel territorio di Cerignola, ci sono le varietà: Rosso di Cerignola e Rosso di Cerignola riserva, entrambi a Denominazione di origine controllata. Rilevante è la lavorazione del ferro battuto da cui si producono oggetti di uso domestico e soprammobili Le industrie si concentrano nei comparti alimentari, meccanici, dei materiali da costruzione, dell'abbigliamento e del mobile.
Il settore terziario è ben sviluppato anche grazie alla posizione strategica della città rispetto alle principali vie di comunicazione su strada e su rotaia; quest'ultimo aspetto non può che favorire gli scambi nazionali ed internazionali. A supporto del settore primario si affiancano numerose aziende di servizi, il cui scopo è la valorizzazione delle produzioni locali al di fuori del territorio di appartenenza.
A Cerignola è stato inoltre realizzato un interporto, il cui scopo è l'organizzazione del traffico delle merci di un vasto territorio interprovinciale all'interno del quale operano numerose imprese che lavorano nel settore agroalimentare. L'interporto si propone come soluzione insediativa per piccole e medie imprese. La struttura logistica, la cui superficie è pari a 450.000 m², a pieno regime rappresenterà un'infrastruttura completa per l'interscambio delle merci: sarà infatti collegato alla rete ferroviaria nazionale attraverso gli scali merce di Incoronata e di Foggia, con il porto di Manfredonia, con l'aeroporto di Foggia e con la strada statale 16.
Cerignola fa parte del consorzio ASI di Foggia, il cui è scopo è favorire lo sviluppo imprenditoriale affiancando enti pubblici ed aziende. La città rientra nell'Agglomerato di Cerignola-San Ferdinando di Puglia, un polo industriale che si estende su una superficie di 2.220.000 m², adiacente l'Interporto di Cerignola, che fornisce supporto allo sviluppo dei comuni del Basso Tavoliere.
Le oltre seimila aziende agricole realizzano una produzione notevole (il cui valore aggiunto supera i 100 milioni di euro), che alimenta un cospicuo comparto agroindustriale nel quale è impegnato il 40% della popolazione attiva. Le attività industriali
occupano circa 1.000 unità, con una prevalenza delle industrie alimentari e di quelle del vestiario. Le costruzioni ne occupano quasi 600; il commercio circa 1.800; i servizi più di 1.000. È cospicua la presenza di pubblici dipendenti: quasi 3.000 unità. Le società di capitale sono numerose: 191, che costituiscono il 6% delle imprese non agricole. Sono diffuse in tutti i rami produttivi. Il tasso di ricambio delle ditte è ottimale: a ogni impresa che cessa l'attività corrisponde la nascita di due nuove.
Grave si rivela essere la situazione occupazionale, infatti la percentuale dei disoccupati è al di sopra della media provinciale.

## Infrastrutture e trasporti
La città è al centro di una fitta rete di collegamenti sia su strada che su rotaia, è infatti raggiungibile attraverso la stazione ferroviaria, posta fuori dal centro abitato, o in alternativa attraverso i suoi due caselli autostradali. La città è inoltre attraversata da diverse strade provinciali e statali che permettono di raggiungere facilmente il centro abitato.

### Strade

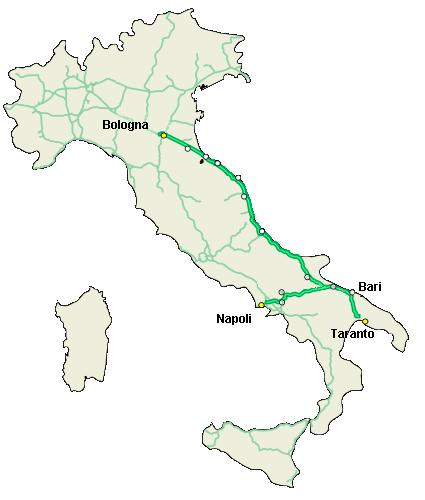
Tracciato delle due autostrade che servono la città

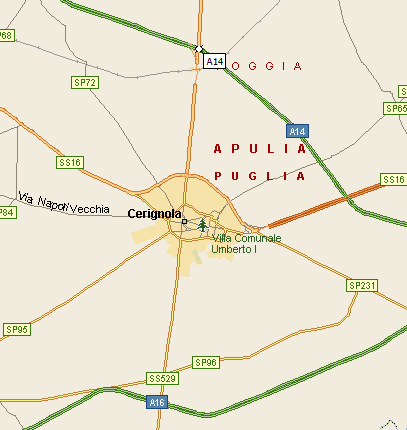
Mappa d'avvicinamento alla città

Cerignola dispone di due caselli autostradali attraverso cui è possibile raggiungere tutte le principali città italiane. Il casello di Cerignola est si trova sull'autostrada A14 Bologna-Taranto, mentre quello di Cerignola ovest si trova sull'autostrada A16 Napoli-Canosa. Ai due ingressi autostradali si aggiungono da nord, in senso orario, le seguenti arterie: strada statale 545 Rivolese per Manfredonia, strada provinciale 68 circum-cerignolese nord, strada provinciale 62 per Trinitapoli, strada statale 16 Adriatica per Bari, strada provinciale 95 Estarmurale di Cerignola per Canosa-Bari 
(ex strada statale 98), strada provinciale 96 per Pozzo Terraneo e Capacciotti, strada statale 529 Ofantina per Melfi, strada provinciale 95 Candela-Cerignola e strada statale 16 Adriatica per Foggia.
La strada statale Adriatica aggira a nord la città, seguendo un percorso in variante, e costituisce la tangenziale di Cerignola.

### Ferrovie

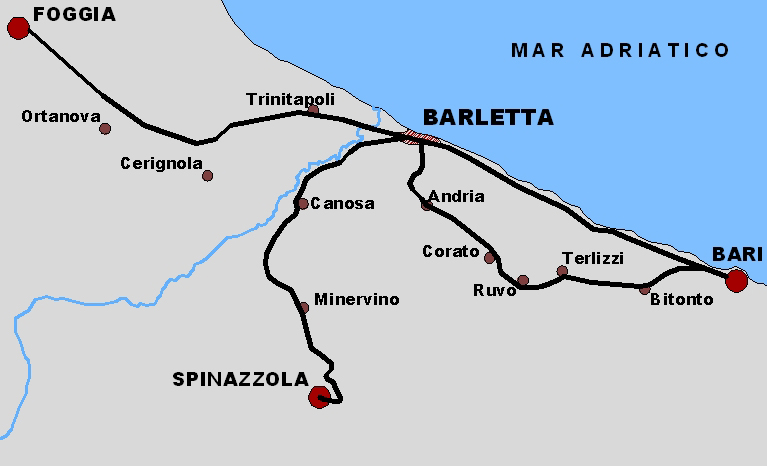
La stazione ferroviaria di Cerignola Campagna rispetto alla ferrovia Adriatica.

In treno è possibile raggiungere la città attraverso la stazione impresenziata di Cerignola Campagna, distante circa 5 chilometri dal centro cittadino. La stazione, che si trova sulla linea ferrovia Adriatica, è servita principalmente da treni regionali Trenitalia che effettuano corse sulla direttrice Foggia – Bari.  È stato attivo dal 1884 al 1987 il treno elettrico ,con diverse fermate ad oggi soppresse.

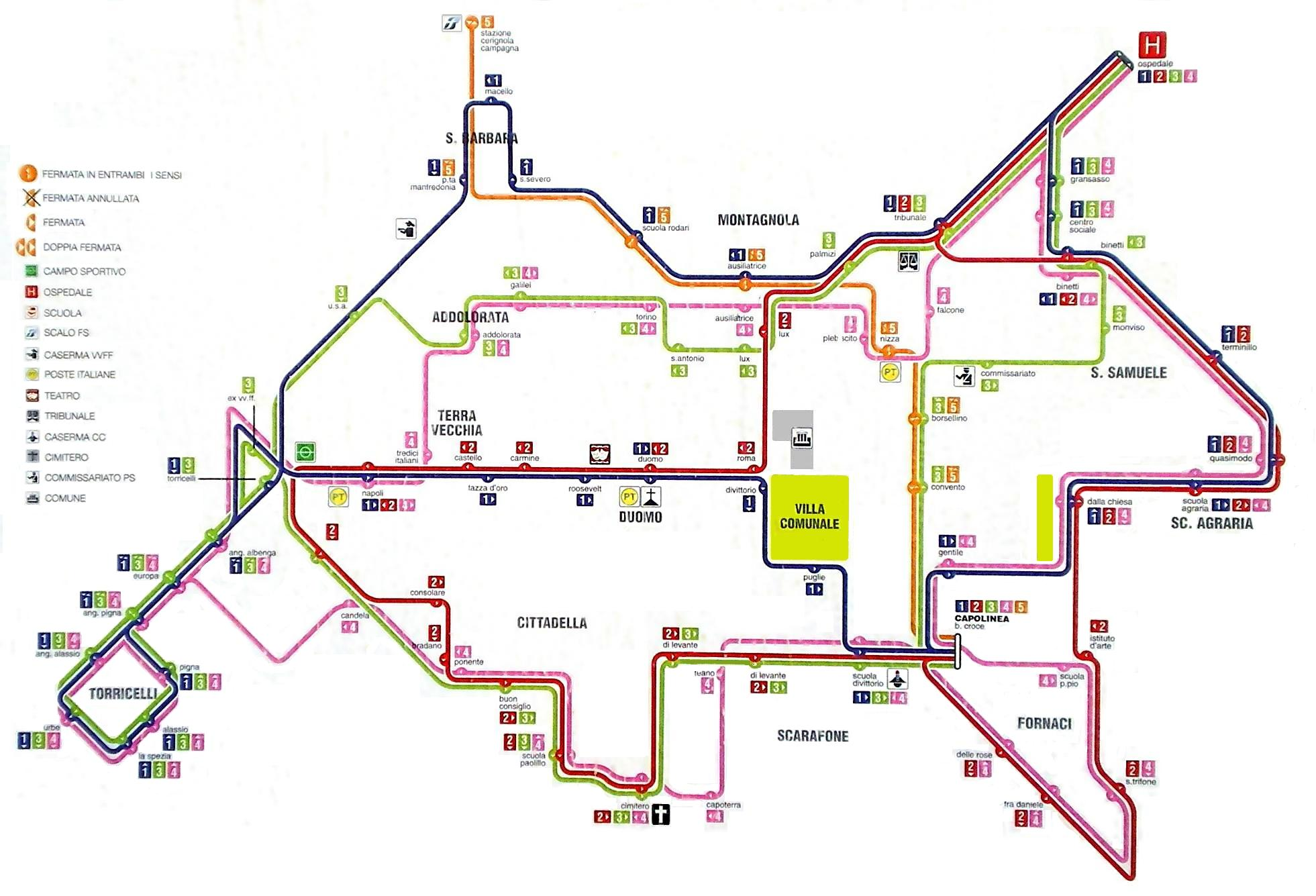
Mappa della rete di trasporto pubblico urbano

### Mobilità urbana
Il trasporto pubblico della città di Cerignola è affidato ad una rete di linee di autobus che collegano i diversi quartieri del centro abitato e le borgate cittadine.
In seguito al fallimento della Società Trasporto Urbano Cerignola (S.T.U.C.), aggiudicataria della concessione per la gestione del trasporto collettivo, il servizio è stato affidato alla curatela fallimentare della stessa, in modo tale da permettere all'amministrazione comunale di approntare e approvare il bando di gara per l'assegnazione del servizio e per garantire il livello occupazionale del personale dipendente S.T.U.C.
A febbraio 2010 è stato sottoscritto il contratto di servizio per l'esercizio del trasporto pubblico locale, che prevede l'affidamento del servizio per nove anni, a norma della regolamentazione comunitaria e regionale, ad un consorzio denominato Società Trasporti Cerignola – Consorzio Stabile Società consortile a responsabilità limitata (S.T.C. S.c.r.l.), costituitosi su iniziativa congiunta di alcune aziende del settore.

## Amministrazione
| Periodo           | Periodo           | Primo cittadino                                      | Partito                                       | Carica                    | Note    |
| ----------------- | ----------------- | ---------------------------------------------------- | --------------------------------------------- | ------------------------- | ------- |
| 2 maggio 1909     | 12 settembre 1909 | Francesco Colucci                                    |                                               | Sindaco facente funzioni  |         |
| 13 settembre 1909 | 23 luglio 1910    | Francesco Antonacci                                  |                                               | Sindaco                   |         |
| 24 luglio 1910    | 22 ottobre 1910   | Francesco Colucci                                    |                                               | Sindaco f.f.              |         |
| 23 ottobre 1910   | 12 luglio 1911    | Giovanni Fione                                       | -                                             | Commissario regio         |         |
| 13 luglio 1911    | 10 aprile 1912    | Egidio Pirro                                         |                                               | Sindaco                   |         |
| 11 aprile 1912    | 6 giugno 1912     | Francesco Casale                                     |                                               | Assessore anziano         |         |
| 7 giugno 1912     | 11 agosto 1914    | Egidio Pirro                                         |                                               | Sindaco                   |         |
| 12 agosto 1914    | 23 maggio 1919    | Francesco Fiume                                      |                                               | Sindaco                   |         |
| 24 maggio 1919    | 5 maggio 1921     | Adolfo Salminci                                      | Partito Socialista Italiano                   | Sindaco                   |         |
| 6 maggio 1921     | 13 gennaio 1922   | Manfredo Sassi                                       | -                                             | Commissario regio         |         |
| 14 gennaio 1922   | 16 novembre 1922  | Luigi Freda                                          | -                                             | Commissario regio         |         |
| 17 novembre 1922  | 21 febbraio 1923  | Salvatore Vassallo                                   | -                                             | Commissario regio         |         |
| 22 febbraio 1923  | 26 febbraio 1923  | Angelo Dello Russo                                   | -                                             | Commissario regio         |         |
| 27 febbraio 1923  | 14 aprile 1923    | Luigi Freda                                          | -                                             | Commissario regio         |         |
| 15 aprile 1923    | 20 dicembre 1923  | Domenico Farina                                      |                                               | Podestà                   |         |
| 21 dicembre 1923  | 5 marzo 1925      | Oreste D'Avanzo                                      | -                                             | Commissario prefettizio   |         |
| 6 marzo 1925      | 29 giugno 1926    | Carmelo Romano                                       | -                                             | Commissario prefettizio   |         |
| 30 giugno 1926    | 22 marzo 1927     | Antonio Balsamo                                      | -                                             | Commissario prefettizio   |         |
| 23 marzo 1927     | 9 maggio 1935     | Alfredo Reibaldi                                     | -                                             | Podestà                   |         |
| 10 maggio 1935    | 30 giugno 1936    | Benigno Colucci                                      | -                                             | Podestà                   |         |
| 1º luglio 1936    | 8 agosto 1936     | Benedetto Fratepietro                                | -                                             | Vice podestà              |         |
| 18 agosto 1936    | 30 novembre 1936  | Cesare Pace                                          | -                                             | Commissario prefettizio   |         |
| 1º dicembre 1936  | 6 luglio 1937     | Alfredo Dalessandro                                  | -                                             | Commissario prefettizio   |         |
| 7 luglio 1937     | 15 settembre 1938 | Dario Lombardi                                       | -                                             | Commissario prefettizio   |         |
| 16 settembre 1938 | 8 agosto 1941     | Marcello Cirillo Farrusi                             | -                                             | Podestà                   |         |
| 9 agosto 1941     | 14 settembre 1943 | Sabino Labia                                         | -                                             | Podestà                   |         |
| 15 settembre 1943 | 12 maggio 1944    | Francesco Fiume                                      | -                                             | Commissario prefettizio   |         |
| 13 maggio 1944    | 13 luglio 1944    | Francesco Fiume                                      |                                               | Sindaco                   |         |
| 14 luglio 1944    | 27 aprile 1945    | Michele Tortora                                      | -                                             | Commissario prefettizio   |         |
| 28 aprile 1945    | 14 agosto 1946    | Antonio Bonito                                       |                                               | Sindaco                   |         |
| 15 agosto 1946    | 7 gennaio 1950    | Pasquale Specchio                                    | Partito Comunista Italiano                    | Sindaco                   |         |
| 8 gennaio 1950    | 14 febbraio 1950  | Matteo Ricciardi                                     | Partito Comunista Italiano                    | Sindaco                   |         |
| 15 febbraio 1950  | 18 maggio 1950    | Francesco De Sario                                   | -                                             | Commissario straordinario |         |
| 19 maggio 1950    | 12 febbraio 1951  | Venanzio Cucugliata                                  | -                                             | Commissario straordinario |         |
| 13 febbraio 1951  | 19 febbraio 1951  | Giuseppe Potenza                                     | -                                             | Commissario straordinario |         |
| 20 febbraio 1951  | 5 ottobre 1951    | Pietro Micarelli                                     | -                                             | Commissario straordinario |         |
| 6 ottobre 1951    | 23 giugno 1952    | Francesco Puglisi                                    | -                                             | Commissario straordinario |         |
| 24 giugno 1952    | 9 settembre 1955  | Domenico Di Virgilio                                 | Partito Comunista Italiano                    | Sindaco                   |         |
| 10 settembre 1955 | 9 luglio 1956     | Giuseppe Angione                                     | Partito Comunista Italiano                    | Sindaco                   |         |
| 10 luglio 1956    | 11 gennaio 1968   | Pasquale Specchio                                    | Partito Comunista Italiano                    | Sindaco                   |         |
| 12 gennaio 1968   | 9 marzo 1975      | Gaetano Dalessandro                                  | Partito Comunista Italiano                    | Sindaco                   |         |
| 10 marzo 1975     | 4 agosto 1975     | Domenico Di Virgilio                                 | Partito Comunista Italiano                    | Sindaco                   |         |
| 5 agosto 1975     | 27 febbraio 1983  | Gaetano Dalessandro                                  | Partito Comunista Italiano                    | Sindaco                   |         |
| 28 febbraio 1983  | 27 dicembre 1984  | Attilio Manfrini                                     | Partito Comunista Italiano                    | Sindaco                   |         |
| 28 dicembre 1984  | 23 agosto 1985    | Vincenzo Gammino                                     | Partito Comunista Italiano                    | Sindaco                   |         |
| 24 agosto 1985    | 5 luglio 1991     | Vincenzo Valentino                                   | Partito Comunista Italiano                    | Sindaco                   |         |
| 6 luglio 1991     | 19 agosto 1992    | Elena Gentile                                        | Partito Comunista Italiano                    | Sindaco                   |         |
| 20 agosto 1992    | 25 luglio 1993    | Vincenzo Valentino                                   | Partito Comunista Italiano                    | Sindaco                   |         |
| 26 luglio 1993    | 15 dicembre 1993  | Agostino Ricucci                                     |                                               | Commissario prefettizio   |         |
| 16 dicembre 1993  | 19 marzo 1999     | Salvatore Tatarella                                  | Movimento Sociale Italiano Alleanza Nazionale | Sindaco                   | [ 101 ] |
| 20 marzo 1999     | 16 aprile 2000    | Rocco Mario Musto                                    | Alleanza Nazionale                            | Sindaco f.f.              |         |
| 16 aprile 2000    | 3 aprile 2005     | Antonio Giannatempo                                  | Alleanza Nazionale                            | Sindaco                   |         |
| 3 aprile 2005     | 20 aprile 2009    | Matteo Valentino                                     | Democratici di Sinistra Partito Democratico   | sindaco                   | [ 102 ] |
| 22 aprile 2009    | 11 aprile 2010    | Michele Di Bari                                      |                                               | Commissario prefettizio   |         |
| 12 aprile 2010    | 15 giugno 2015    | Antonio Giannatempo                                  | Il Popolo della Libertà Forza Italia          | Sindaco                   |         |
| 15 giugno 2015    | 10 ottobre 2019   | Franco Metta                                         | Lista civica                                  | Sindaco                   |         |
| 11 ottobre 2019   | 19 ottobre 2021   | Umberto Postiglione Adriana Sabato Michele Albertini |                                               | Commissari straordinari   | [ 103 ] |
| 19 ottobre 2021   | in carica         | Francesco Bonito                                     | Articolo Uno                                  | Sindaco                   |         |

### Gemellaggi
Cerignola è gemellata con:
- Vizzini, dal 1997 - gemellaggio culturale in occasione del cinquantesimo anniversario della morte del maestro Pietro Mascagni;
- Montilla, dal 2003 - in occasione del cinquecentenario della battaglia di Cerignola. Gli spagnoli erano guidati da Gonzalo Fernández de Córdoba, nato a Montilla;
- Nemours, dal 2003 - in occasione del cinquecentenario della battaglia di Cerignola. I francesi erano guidati da Louis d'Armagnac, duca di Nemours.
- Cisternino, dal 2012 - gemellaggio culturale in occasione della Madonna di Ripalta.(cit.il quotidiano italiano.it)

Cerignola ha stretto patti d'amicizia con:
- Livorno, dal 2006 - per celebrare il maestro livornese Pietro Mascagni che a Cerignola trovò ospitalità e vi lavorò.

## Sport

### Calcio
La Società Sportiva Audace Cerignola è la principale squadra di calcio cittadina; dalla stagione 2022-2023 è tornata a disputare il campionato di Serie C.
Calcio a 5
Uniti Per Cerignola , campionato femminile di serie C.

### Pallacanestro
- Basket Club Cerignola, campionato di Serie C.

### Pallavolo
- a.s.d. La Fenice Volley, campionato Serie B Maschile nella stagione 2018/19
- FLV Cerignola, campionato Serie B1 femminile nella stagione 2021/22
- Pallavolo Cerignola, campionato Serie B2 femminile nella stagione 2017/18

### Mountain Bike
- A.S.D Special Bike Cross Country[105]

A.s.d. Bike3, attività agonistica e cicloturistica di mountain bike e ciclismo in generale, affiliata al CSAIn Ciclismo.

### Rugby
Asd Rugby Cerignola
Asd Stiges Rugby, femminile
Arti Marziali
Asd Kodokan Judo
Accademia di arti marziali Guerrazzi , karate - Kick boxing
Thai Boxe - Mma - Grappling
Ad Team Tristano

### Impianti sportivi

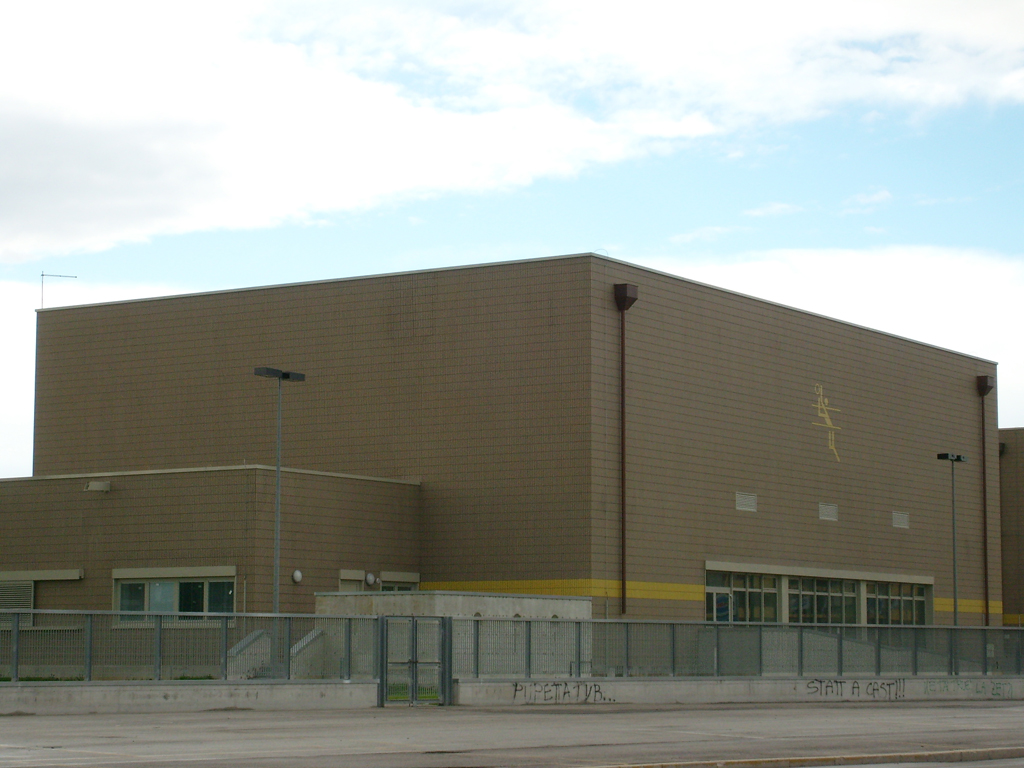
Il palabasket "Nando Dileo"

- Il complesso sportivo Nando Di Leo è il secondo impianto sportivo indoor cittadino per capienza: è una struttura di circa 30.000 m² ,che, una volta terminata, comprenderà 5 impianti sportivi: palabasket, palestra ginnica, palestra polivalente, piscina coperta semiolimpionica e piscina scoperta olimpionica. Nonostante il progetto risalga agli anni ottanta e sebbene i lavori furono avviati nel lontano 1983, ad oggi i soli edifici ad essere completati sono il palabasket, inaugurato il 1º aprile 2006, e successivamente palestra ginnica e polivalente. Mancano all’appello la piscina coperta (mai completata) e quella scoperta (mai realizzata). Nel 2017 è stato dotato di una pista di Mountain Bike.
- Il PalaSport Salvatore Tatarella è il palasport principale, situato nella zona nord della città. Ha una capienza di circa 2.000 posti e può vantare quasi 10 spogliatoi, 2 punti ristoro, uffici delle società sportive e un'ampia area parcheggi.
- Stadio Domenico Monterisi: il progetto dello stadio Monterisi (originariamente campo polisportivo del Littorio) è stato realizzato a cavallo tra anni trenta e anni quaranta, periodo in cui il forte sviluppo che interessò la città delineò l'esigenza di avere un campo sportivo adeguato. Lo stadio, il cui progetto fu redatto dagli ingegneri Luigi e Tobia Reitani, su disegno di Federico Antonellis, era dotato di: tribuna coperta, gradinata, prato, spogliatoio, muro di cinta e pista di atletica. Successivamente alla caduta del regime, furono rimossi tutti i simboli fascisti che lo caratterizzavano; lo stadio fu inoltre intitolato al calciatore gialloazzurro Domenico Monterisi, nato a Cerignola il 5 dicembre 1920 e morto, per salvare un commilitone, il 24 febbraio 1941 durante la seconda guerra mondiale sul fronte greco-albanese. Lo stadio ha una capienza di circa 5.500 posti e attualmente ospita le partite casalinghe dell'Audace Cerignola, squadra che nella stagione 2022-2023 militerà nel girone C della Serie C.
- Lo Sporting Club Cerignola, sito al km. 1.500 Strada Tiro A Segno, è una struttura privata. Dispone di 5 campi da tennis, dei quali due in mateco e tre in terra battuta, piscina semi-olimpionica ed un campo di calcetto.
- Pala Cicogna, impianto indoor per le gare di pugilato , pattinaggio, basket
- Palazzo Giovanni Paolo II, impianto per le gare di basket e volley con annessa palestra
- Swimming Center , piscina
- Bowling
- Helios Sport Center, piscina
- Campo sportivo Torricelli, calcio a 5
- Campo sportivo Michele Cianci , calcio
- Sport Center, beach volley
- City Padel, padel
- Parrocchie Cristo Re e San Leonardo, atletica leggera[112]
- Circuito podistico San Marco , jogging[113]
- Palazzetto Santa Barbara , in costruzione[114]
- Pista ciclabile[115]